# Laguna de Caratasca
La laguna de Caratasca o laguna de los lagartos es una laguna de agua dulce hondureña de gran tamaño en el departamento de Gracias a Dios en el noreste del país. La localidad de Puerto Lempira, la capital del departamento, se encuentra sobre su orilla. La laguna está ubicada dentro de la ecorregión de Manglares de Mosquitia en Mosquitia, una zona de espesa vegetación de selva y manglares.

## Descripción

### Hidrografía
La laguna abarca unos 1100 km² y se extiende tierra adentro por unos 37 km desde el mar Caribe. En realidad la laguna está conformada por varias lagunas interconectadas por canales naturales. El agua de las lagunas de Warunta, Tansin y Tilbalaca es de agua dulce y en las mismas desembocan los ríos Mocorón, Warunta, Nakunta e Ibantara. La laguna de Tara desemboca en el mar Caribe. La mayor isla de la laguna es la isla Tansin. Su costa oeste forma parte de una reserva biológica.

### Transporte
El aeropuerto principal para acceder a la laguna es el aeropuerto de Puerto Lempira.

## Historia
La laguna Caratasca fue afectada por el Huracán Mitch en 1998 el causó una gran alteración del ecosistema.